# Irianjaya areolaris
Irianjaya areolaris là một loài ruồi trong họ Asilidae. Irianjaya areolaris được Walker miêu tả năm 1860.